# كركان عليا (مقاطعة دلفان)
كركان عليا (بالفارسية: کرکان علیا) هي قرية تقع في قسم ايتيوند الشمالي الريفي (مقاطعة دلفان) في إيران. يقدر عدد سكانها بـ 92 نسمة بحسب إحصاء 2016.